# Ubar
Ubar (Arabisch: إرَم ذات العماد), ook bekend als Aram, Iram, Irum, Irem, Erum, Wabar of de stad van de duizend pilaren, is een verloren stad in het Arabisch Schiereiland.
Ubar wordt voor het eerst genoemd in oude geschriften bij zijn Arabische naam "Iram" en was volgens veel volksverhalen het handelscentrum van de Rub al-Khali-woestijn. De stad zou ergens van 3000 voor Christus tot de eerste eeuw na Christus hebben bestaan in het zuidelijke gedeelte van het Arabisch Schiereiland. Volgens legenden zou de stad rijk zijn geworden door de handel met de kustgebieden en de dichtbevolkte gebieden in het Midden-Oosten en Europa. De Koran noemt de stad als een stad bewoond door een stam van A'ad.
De stad is op een onbepaald punt in de geschiedenis verloren geraakt, maar hoe is onduidelijk. Volgens de folklore zou koning Shaddad een waarschuwing van de profeet Hud hebben genegeerd, waarna God de stad in het zand liet wegzinken. Ubar werd bekend in de westerse wereld door de vertalingen van Duizend-en-een-nacht.
Er wordt soms aan getwijfeld of de stad werkelijk bestaan heeft. T.E. Lawrence noemde de stad daarom ook wel "het Atlantis van het zand".
Archeologische vondsten uit Ubar tonen veelvuldige inscripties gericht aan de godin Allāt die de bescherming van de stam van ‘ād inroepen.

## Bewijs voor Ubar/Iram

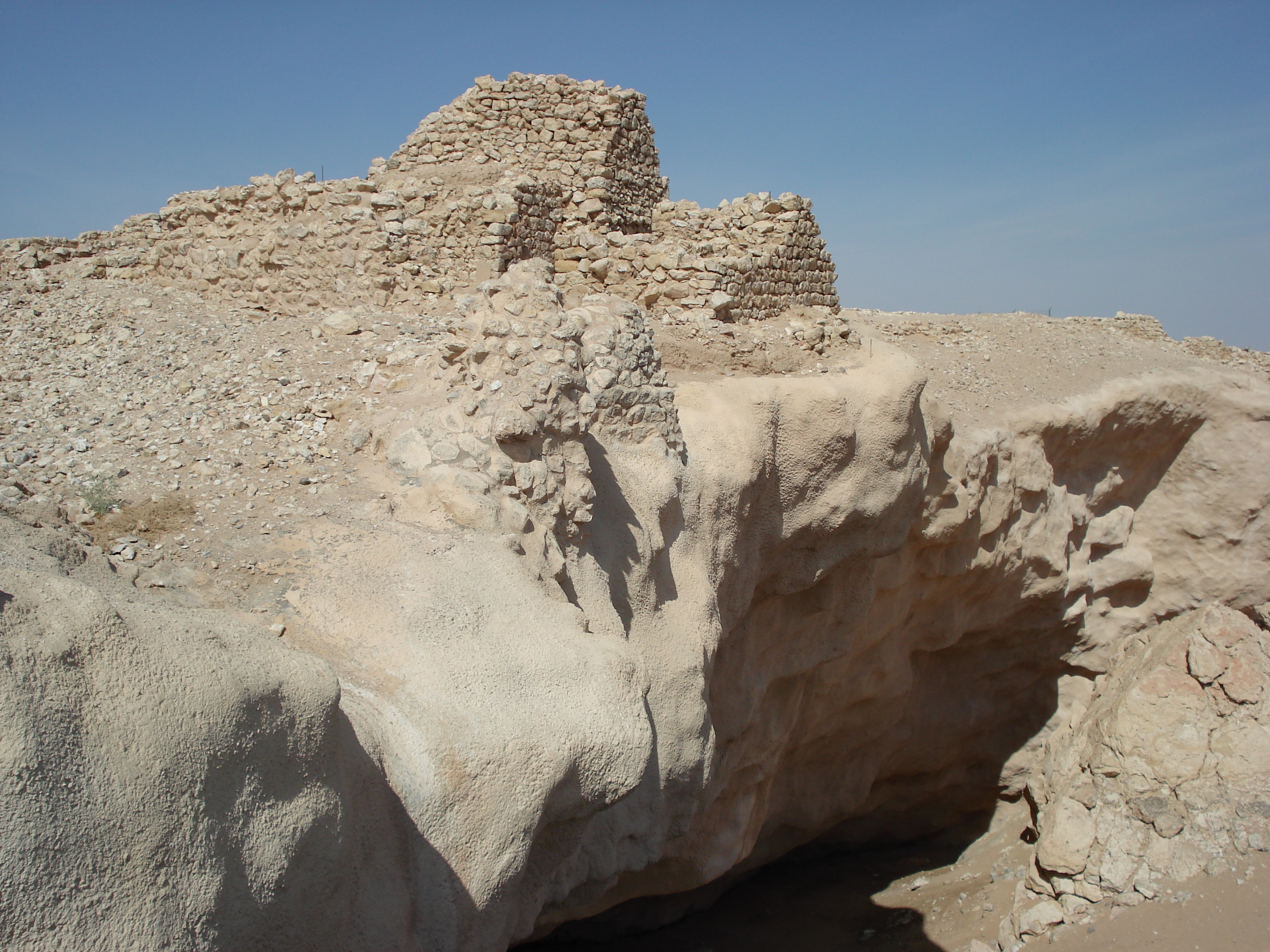
De ruïnes van de Ubarite-oase en de ingestorte bron

Recente ontdekkingen hebben het geloof in het bestaan van Ubar weer aangewakkerd.
Begin jaren tachtig van de 20e eeuw gebruikte een groep onderzoekers de op afstand bestuurbare satellietlenzen van NASA, ground-penetrating radar, data van het Landsatprogramma en foto's van het ruimteveer Challenger in een poging de stad terug te vinden. Hiermee werden oude karavaanroutes onderzocht op plaatsen waar meerdere routes elkaar kruisten.
Een gebied dat vaak wordt aangewezen als mogelijke locatie voor Ubar bevindt zich in de Dhofarprovincie van Oman. Een team van onderzoekers, onder wie de avonturier Ranulph Fiennes, archeoloog Juris Zarins, filmmaker Nicholas Clapp en advocaat George Hedges, bracht meerdere bezoeken aan dit gebied. Ze stopten uiteindelijk bij een waterput genaamd Ash Shisar. Vlak bij deze oase lagen ruïnes die voorheen werden geïdentificeerd als restanten van een 16e-eeuws Shis’r-fort. Opgravingen onthulden restanten van een nog oudere nederzetting en voorwerpen die daar werden verhandeld. Dit oudere fort bleek te zijn gebouwd op een grote kalkstenen grot die als waterbron voor het fort kon hebben gediend. Als dat zo was, dan zou dit een belangrijke oase zijn geweest op veel handelsroutes. Het fort is vermoedelijk verwoest toen deze instortte doordat men er te veel water uithaalde, ergens tussen 300 en 500 na Christus.

## In fictie
Ubar speelt een rol in veel verhalen, zoals:
- Irem, City of Lofty Pillars, een toneelstuk van Kahlil Gibran
- de verhalen van H.P. Lovecraft
- James Rollins' roman Sandstorm
- Sean McMullens verhaal "The Measure of Eternity"
- Clive Barkers roman Weaveworld
- het spel Uncharted 3: Drake's Deception, waarin hoofdpersoon Nathan Drake op zoek gaat naar Ubar omdat hij denkt dat hij een familielid is van sir Francis Drake
- Josephine Tey's detective The Singing Sands (1952)